# Milan Ogrizović
Milan Ogrizović (Zengg, 1877. február 11. – Zágráb, 1923. augusztus 15.) horvát író és politikus volt. Politikusként a Tiszta Jogok Pártjának országgyűlési képviselője. Egyetemi tanárként, oktatóként és dramaturgként dolgozott a zágrábi Horvát Nemzeti Színházban. Máig az egyik legtöbbet játszott horvát drámaíró.

## Élete
Milan Ogrizović 1877-ben Zenggben született Ilija Ogrizović postai hivatalnok és Franjka Krišković harmadik fiaként. Apja már születése előtt meghalt. Gyermekkorát plébános nagybátyjánál a Bihács melletti Zavaljében töltötte, aki az ortodoxiáról a katolikus vallásra térítette. A klasszikus középiskolát Gospićban végezte.
Matematikai és klasszika-filológiai tanulmányait a zágrábi bölcsész karon 1901-ben fejezte be. 1900 és 1906 között a zágrábi Klasszikus Gimnáziumban tanított. 1904-ben doktorált a zágrábi bölcsész karon filológia tárgyból.
Írt verseket, novellákat, karcolatokat, operalibrettókat, de elsősorban drámaíróként lett ismert. Eugen Kumičić Kraljica Lepa: ili probast kraljev krvatska krva (A szép királyné: avagy a horvát vérből való királyok bukása) című regénye alapján Marija Kumičićtyal közösen 1905-ben írta meg Propast kraljeva hrvatske krvi: historijska drama u pet činova (A horvát vérű királyok bukása: történelmi dráma öt felvonásban) című öt felvonásos történelmi drámáját. A darab első bemutatója 1905. február 16-án volt a zágrábi Horvát Nemzeti Színházban volt.
1908-ban a Tiszta Jogok Pártjának jelöltjeként lett parlamenti képviselő.
Az első világháborúig a Horvát Országos Színház előadója és dramaturgja, később a Zágrábi Színésziskola tanára volt. Verseket és szatírákat írt, leghíresebb drámái a Dah, a Hasanaginica és a Prokletstvo. Alkalmanként zenekritikával foglalkozott, kiemelt figyelmet fordított az operákra, melyekhez librettókat írt. Ő a Vatroslav Lisinski életéről szóló Nepoznati (Ismeretlen) című drámai színmű szerzője.
Az irodalomkritikával szórványosan foglalkozó Ogrizović fedezte fel korának két legnagyobb horvát íróját: Antun Gustav Matošt és Miroslav Krležát.
Fia Bogdan Ogrizović ugyancsak tanár volt.

## Művei

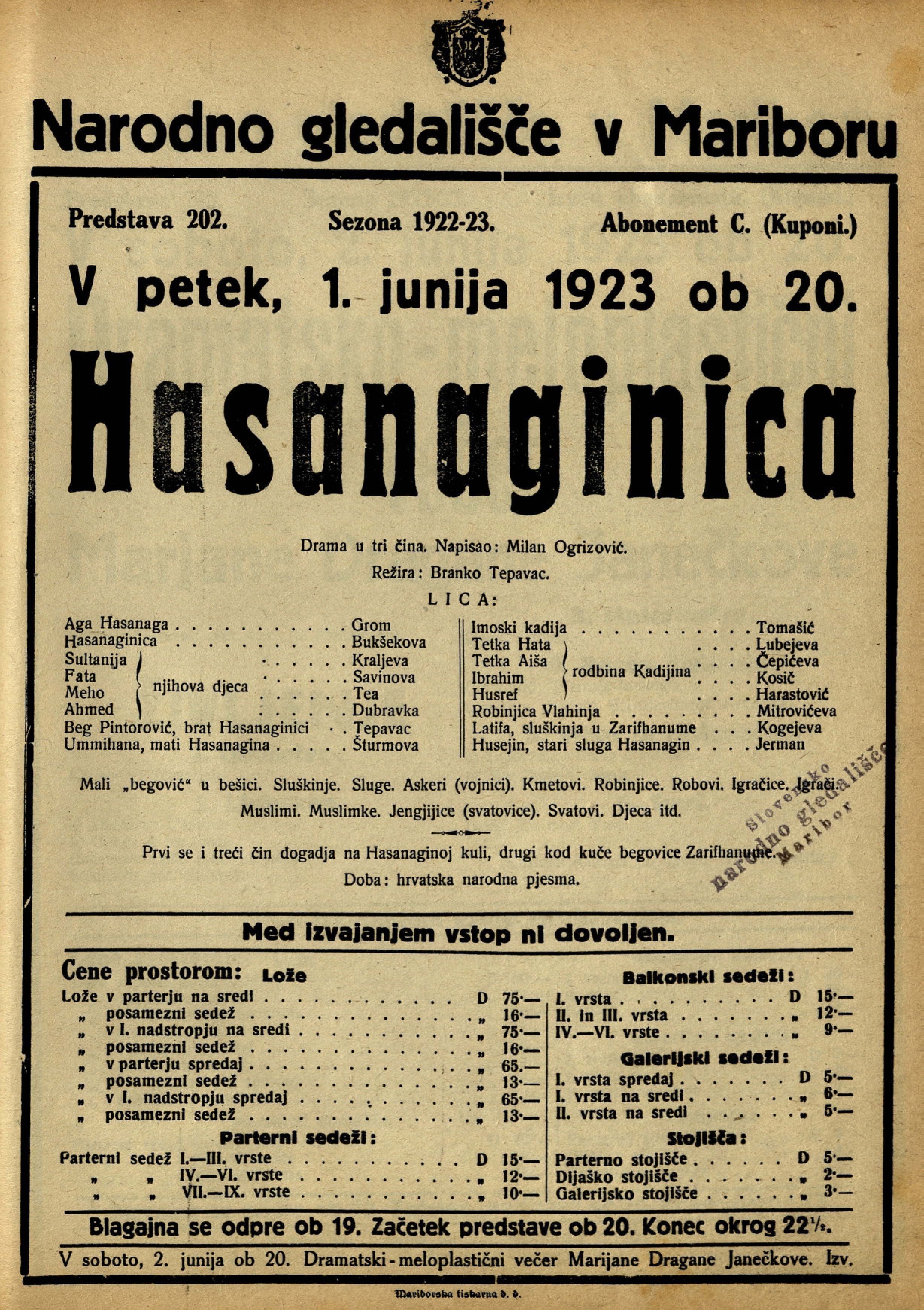
A Hasanaginica plakátja a Maribori Nemzeti Színház 1923. június 1-jei előadására

- Kako je Emerik Pavić preveo Kačićev Razgovor ugodni, nyomtatta: Kr. zemaljske tiskare, Zagreb, 1904.
- Slava njima!: dramatska ilustracija Bukovčeve zavjese s prologom u slavu 10-godišnjice otvorenja nove kazališne zgrade i s pjevanjem / složio Milan Ogrizović, Dionička tiskara, Zagreb, 1905.
- Prokletstvo: drama u četiri čina, Nyomtatás és litográfia C. Albrecht (Maravić i Dečak), Zagreb, 1907. (társszerző: Andrija Milčinović)
- Godina ljubavi, Kiadás és forgalomba hozatal: Moderne biblioteke, Zagreb, 1909.
- Kod "Sedmerice", nyomtatta: (E. Demetrović i dr.), Zagreb, 1909.
- Hasanaginica: drama u tri čina, Matica hrvatska, Zagreb, 1909. (2. kiadás. 1910., 3. kiadás. Kiadás és forgalomba hozatal L. Hartmana (St. Kugli), Zagreb, [1915?], 4. kiadás. Nyomtatás és forgalomba hozatal: Knjižare St. Kugli, Zagreb, [1925?])
- Pedeset godina Hrvatskoga kazališta: (1860-1910), Uprava Kr. hrv. zem. kazališta, Zagreb, 1910.
- Govor narodnog zastupnika otočkoga kotara dra. Milana Ogrizovića o izgradnji ličke željeznice: izrečen kao interpelacija u hrvatskom saboru dne 6. travnja 1910., Nyomtatta: Prve hrvatske radničke tiskare, Zagreb, 1910.
- Pripovijesti, Humoristička knjižnica, Zagreb, [1910?]
- Van s tudjincima!: (24. studenoga 1860): slika iz prošlosti hrvat. kazališta u jednom činu, Dionička tiskara, Zagreb, 1910.
- Banović Strahinja: drama u tri čina, Dramatska djela Milana Ogrizovića, knj. 1, vlast. naklada, Zagreb, 1913.[7]
- Vučina: drama u tri čina, Nyomtatás és forgalomba hozatal: St. Kugli, Zagreb, 1921.
- U Bečkom Novom Mjestu: (1671-1921): epilog Zrinsko-Frankopanskoj tragediji u jednom činu / za 250. obljetnicu Zrinsko-Frankopanske pogibije napisao Milan Ogrizović, Matica hrvatska, Zagreb, 1921.
- Slava Augustu Šenoi: (1881-1921): spomen-spis o četrdesetgodišnjici njegove smrti, Kiadó: St. Kugli, Zagreb, 1922.
- Hasanaginica: muzička drama u tri čina, St. Kugli, Zagreb, 1924.
- Stari plamen: roman iz hrvatskog života, Nakladom Tiskare Merkur, [19--?] (társszerző: Zyr Vukelić)[8]

### Operalibrettók
- Anelito (Dah, 1901);
- Anno di amore  (Godina ljubavi, 1906):
  - Mattino di primavera (Proljetnojutro);
  - Sera d'autunno (Jesenje veče );
  - Meriggio d'estate (Ljetno podne);
  - Notte d'inverno (Zimska noć);
- Maledizione (Prokletstvo, 1907);
- La sposa di Hasan-agà (Hasanaginica, 1909);
- Banović Strahinja (1912);
- L'imperatore Diocleziano (Car Dućljan, 1913);
- Rivelazione  (Objavljenje, 1918);
- La pelle del lupo (Vučina, 1921).

## Fordítás
Ez a szócikk részben vagy egészben  a   Milan Orgizović című horvát Wikipédia-szócikk ezen változatának fordításán alapul.  Az eredeti cikk szerkesztőit annak laptörténete sorolja fel. Ez a jelzés csupán a megfogalmazás eredetét és a szerzői jogokat jelzi, nem szolgál a cikkben szereplő információk forrásmegjelöléseként.